# Music Live
Music Live is een muziekwedstrijd georganiseerd door Jeugd en Muziek Vlaanderen.
De wedstrijd geeft podiumkansen aan muzikale jongeren tussen 12 en 19. Alle genres zijn toegelaten, als het maar live is. Dat gaat van klassiek tot folk en rock, van jazz tot funk en pop. Na de zes provinciale voorronden worden er twintig groepen geselecteerd die in de halve finale terechtkomen. Daaruit stromen tien groepen door naar de finale. Voordien ontmoeten ze elkaar tijdens de workshopdag waarop allerlei thema’s worden behandeld van podium présence tot het schrijven van arrangementen. Het eerste jaar ging de finale door in deSingel te Antwerpen, in 2005 zakten de groepen af naar het Brugse Concertgebouw en in 2006 vond de finale plaats in het Paleis voor Schone Kunsten (BOZAR) te Brussel. Op 29 april 2007 was het Brugse Concertgebouw weer het decor van het evenement.
Verschillende groepen kregen de kans om te gaan optreden in Zweden, Noorwegen, Kroatië en Mozambique. Een tiental groepen won een cd-opname en nog eens een zestal groepen ging elk met een aankoopbon ter waarde van 1000 euro aan de haal. Tijdens het seizoen 2006-2007 kwam een aantal van deze groepen onder andere aan bod op Music Live-concerten van de J&M-afdelingen en op jongerenconcerten van het Festival van Vlaanderen Limburg.                     